# Grande Bosse
La Grande Bosse (4.513 m s.l.m.) è una montagna del Massiccio del Monte Bianco, a nord-ovest della sua vetta.
È inserita nella lista secondaria delle Vette alpine superiori a 4000 metri.

## Caratteristiche
La vetta si eleva dalla cresta delle Bosses, poco prima della cima del Monte Bianco, è circondata dal Ghiacciaio dei Bossons. Si trova lungo la parte terminale delle due vie normali per l'ascesa del Monte Bianco: la via normale italiana e via normale francese. La Grande Bosse fa parte del gruppo delle Bosses, con l'adiacente Petite Bosse.

## Rifugi
- Rifugio dei Grands Mulets - 3.051 m
- Rifugio del Goûter - 3.817 m
- Capanna Vallot - 4.362 m
- Rifugio Francesco Gonella - 3.077 m